# Stéphane Javelle
Stéphane Javelle (n. 16 noiembrie 1864, Lyon, Rhône⁠(d), Franța – d. 3 august 1917, Nisa, Franța) a fost un astronom francez. Începând cu anul 1888 a lucrat ajutândul pe Henri Perrotin la Observatorul din Nisa. A observat 1431 de obiecte publicate în Index Catalogue. A lucrat inițial ca contabil înainte ca prietenul său, Louis Thollon, să-l recomande lui Perrotin. A fost distins cu Premiul Valz în anul 1910 de Academia Franceză de Științe.